# Драєд-Пойнт
Драєд-Пойнт (англ. Dryad Point Lighthouse) — канадський маяк у регіоні Сентрал-Коаст (Британська Колумбія). Обслуговує Внутрішній прохід; історична пам'ятка.

## Географія
Розташований у північно-cхідній частині острова Кемпбелл.

### Клімат
Маяк знаходиться у зоні, котра характеризується морським кліматом. Найтепліший місяць — серпень із середньою температурою 15.8 °C (60.5 °F). Найхолодніший місяць — січень, із середньою температурою 4.2 °С (39.6 °F).
| Клімат Драєд-Пойнта     | Клімат Драєд-Пойнта | Клімат Драєд-Пойнта | Клімат Драєд-Пойнта | Клімат Драєд-Пойнта | Клімат Драєд-Пойнта | Клімат Драєд-Пойнта | Клімат Драєд-Пойнта | Клімат Драєд-Пойнта | Клімат Драєд-Пойнта | Клімат Драєд-Пойнта | Клімат Драєд-Пойнта | Клімат Драєд-Пойнта | Клімат Драєд-Пойнта |
| Показник                | Січ.                | Лют.                | Бер.                | Квіт.               | Трав.               | Черв.               | Лип.                | Серп.               | Вер.                | Жовт.               | Лист.               | Груд.               | Рік                 |
| Абсолютний максимум, °C | 17,5                | 16,4                | 22,5                | 25                  | 31,3                | 31,5                | 30,5                | 31,5                | 27,5                | 22                  | 17,5                | 17,5                | 31,5                |
| Середній максимум, °C   | 6,5                 | 7,3                 | 9                   | 11,5                | 14,5                | 17                  | 19                  | 19,4                | 16,7                | 12,3                | 8,3                 | 6,5                 | 12,3                |
| Середня температура, °C | 4,2                 | 4,7                 | 6                   | 8,1                 | 11                  | 13,5                | 15,4                | 15,9                | 13,6                | 9,8                 | 6,1                 | 4,4                 | 9,4                 |
| Середній мінімум, °C    | 2                   | 2,1                 | 3                   | 4,6                 | 7,3                 | 9,9                 | 11,8                | 12,3                | 10,3                | 7,3                 | 3,9                 | 2,2                 | 6,4                 |
| Абсолютний мінімум, °C  | −14                 | −16,5               | −10                 | −2,8                | 1,5                 | 4,5                 | 6,4                 | 7,5                 | 2,4                 | −7                  | −19                 | −13                 | −19                 |
| Норма опадів, мм        | 279.7               | 210.5               | 209.2               | 203.3               | 156.9               | 143.3               | 117.1               | 145.4               | 208                 | 333.5               | 347.2               | 274.5               | 2628.7              |
| Днів з опадами          | 21,9                | 20,1                | 22,9                | 21,7                | 20,2                | 18,5                | 16                  | 16,9                | 19,9                | 24,6                | 25,2                | 23,9                | 251,7               |
| Днів з дощем            | 22                  | 18,8                | 23                  | 21,1                | 20                  | 18,4                | 16,2                | 16,4                | 19,5                | 24,2                | 24,7                | 23,7                | 247,8               |
| Днів зі снігом          | 3,2                 | 2,7                 | 1,6                 | 0,8                 | 0,2                 | 0                   | 0                   | 0                   | 0                   | 0,3                 | 1,1                 | 3                   | 12,9                |
| ----------------------- | ------------------- | ------------------- | ------------------- | ------------------- | ------------------- | ------------------- | ------------------- | ------------------- | ------------------- | ------------------- | ------------------- | ------------------- | ------------------- |
| Джерело: Weatherbase    |                     |                     |                     |                     |                     |                     |                     |                     |                     |                     |                     |                     |                     |